# Horizon (The Carpenters)
Horizon is het zesde studio album van het Amerikaanse muzikale duo The Carpenters. Het werd opgenomen in A&M Studios (voornamelijk in Studio "D" met de toen geavanceerde 24-sporen opnametechnologie, Dolby, en opgenomen met een snelheid van 30 inch per seconde). The Carpenters experimenteerden vele uren met verschillende geluiden, technieken en effecten.
Na vijf opeenvolgende albums die een piek bereikten in de Amerikaanse top vijf, verbrak Horizon deze reeks door slechts nummer 13 te bereiken. Het album is door de RIAA platina gecertificeerd voor meer dan 1 miljoen verkochte exemplaren. Het was vooral succesvol in het Verenigd Koninkrijk en Japan, waar het de hitlijsten aanvoerde en een van de bestverkochte albums van die landen in 1975 werd. Horizon bereikte ook nummer 3 in Nieuw-Zeeland, nummer 4 in Canada en nummer 5 in Noorwegen.